# 隕磺礫岩

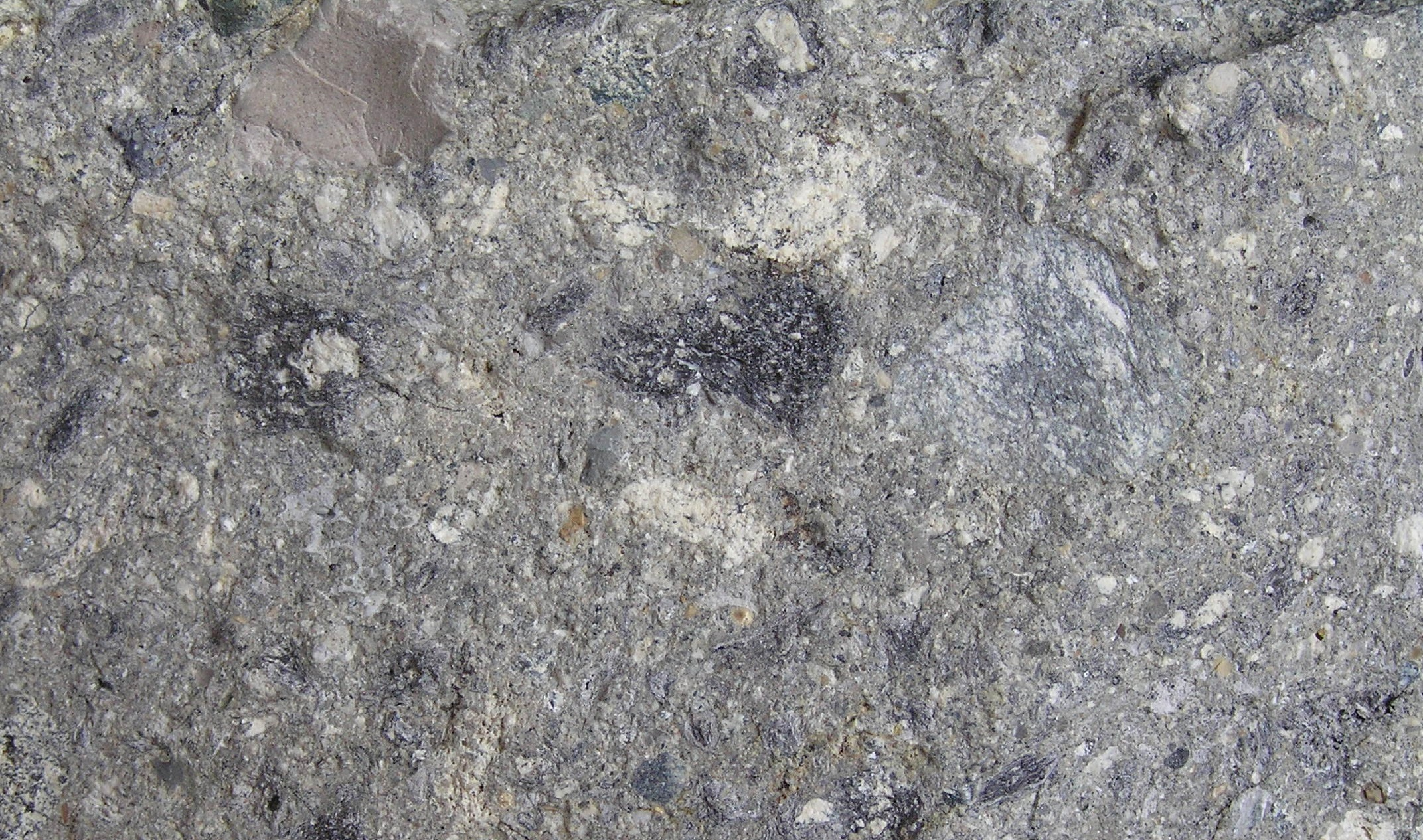
德國諾德林根的隕磺礫岩撞擊坑

隕磺礫岩（Suevite）是一種包含有已熔融的礦物質的岩石，屬於撞擊石的一種。一般來說，這些隕磺礫岩都包含有由玻璃、晶體或岩屑組成的角礫岩，形成於撞擊發生時。有「鑽石城」美譽的德國小鎮諾德林根就是建築在一個隕磺礫岩的隕石坑上。